# Аманат (Курчумський район)
Амана́т (каз. Аманат) — село у складі Курчумського району Східноказахстанської області Казахстану. Входить до складу Баликшинського сільського округу.
Населення — 226 осіб (2021; 372 у 2009, 307 у 1999, 259 у 1989).
Національний склад станом на 1989 рік:
- казахи — 100 %